# Rami Tekir
Rami Tekir (* 10. Jänner 1997) ist ein österreichischer Fußballspieler.

## Karriere
Tekir begann seine Karriere beim SK Rum. 2007 wechselte er zum FC Wacker Innsbruck. 2011 ging er in die AKA Tirol. 2014 kehrte er zum FC Wacker Innsbruck zurück. Sein Profidebüt gab er am ersten Spieltag der Saison 2015/16 gegen die Kapfenberger SV.
Im Jänner 2017 wechselte er zum Ligakonkurrenten FC Liefering. Im Juni 2017 riss er sich im Training das Kreuzband und musste für über ein halbes Jahr pausieren. Nach der Saison 2018/19 verließ er Liefering.
Nach über zwei Monaten ohne Verein kehrte er im September 2019 zurück zum FC Wacker Innsbruck, bei dem er einen bis Juni 2020 laufenden Vertrag erhielt. In drei Spielzeiten kam er durch Verletzungen geplagt nur zu 18 Zweitligaeinsätzen für Wacker. Nach der Saison 2021/22 war Wacker insolvent, woraufhin der Verein in den Amateurbereich versetzt wurde. Tekir verließ die Innsbrucker daraufhin.
Nachdem er in der regulären Transferphase keinen Verein gefunden hatte, kehrte er im September 2022 zu den nun viertklassigen Innsbruckern zurück.
Seit Oktober 2023 ist Tekir im Besitz der ÖFB-D-Trainerlizenz und wurde kurz darauf – parallel zu seiner Spielerlaufbahn – Co-Trainer im Nachwuchsbereich der Innsbrucker.